# Torrenova, Rom
Torrenova är Roms sextonde zon och har beteckningen Z. XVI. Zonen är uppkallad efter Castello di Torrenova, ett slott uppfört under 1500-talet. Zonen Torrenova bildades år 1961.

## Kyrkobyggnader
- San Clemente al Castello di Torrenova
- Resurrezione di Nostro Signore Gesù Cristo
- San Gaudenzio a Torrenova
- Santi Mario e Compagni Martiri

## Institutioner
- Agenzia spaziale italiana
- Università degli Studi di Roma Tor Vergata
- Museo dell'immagine fotografica e delle arti visuali

## Övrigt
- Casalis Turris Virgata
- Torre dei Santi Quattro
- Castello di Torrenova
- Casale di Villa Gentile
- Casale del Dazio
- Villa di Tor Vergata
- Ponte della antica Via Labicana
- Romerska termer, Parco di Tor Vergata
- Bagno della Bella Cenci, nymfeum från 1500-talet uppkallat efter Beatrice Cenci 41°51′39″N 12°36′52″Ö / 41.860876°N 12.614473°Ö
- Parco di Tor Vergata
- Parco di Via Carlo Santarelli
- Giardino Maurizio Notargiacomo

## Kommunikationer
Järnvägsstation Linje Roma-Giardinetti 
- Giardinetti

Tunnelbanestationer Linje C 
- Giardinetti
- Torrenova